# 瓦尔德鲁尔
瓦尔德鲁尔（法語：Valderoure，法語發音：[valdəʁuʁ]）是法国滨海阿尔卑斯省的一个市镇，属于格拉斯区。

## 地理
瓦尔德鲁尔（43°47'48"N, 6°42'37"E）面积25.34 平方千米，位于法国普罗旺斯-阿尔卑斯-蓝色海岸大区滨海阿尔卑斯省，该省份为法国东南部沿海省份，南濒地中海，西南至瓦尔省，西北接上普罗旺斯阿尔卑斯省，北部和东部与意大利接壤。
与瓦尔德鲁尔接壤的市镇（或旧市镇、城区）包括：佩鲁勒、昂东、卡耶、圣欧邦、塞拉农。

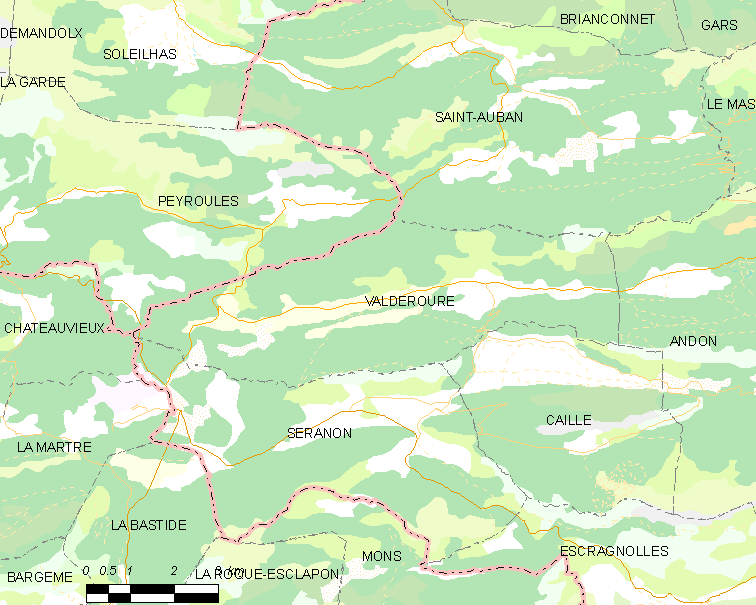
瓦尔德鲁尔的OSM定位图

瓦尔德鲁尔的时区为UTC+01:00、UTC+02:00（夏令时）。

## 行政
瓦尔德鲁尔的邮政编码为06750，INSEE市镇编码为06154。

## 政治
瓦尔德鲁尔所属的省级选区为格拉斯第一县。

## 人口

1962-2008年间瓦尔德鲁尔人口变化图示

瓦尔德鲁尔于2022年1月1日时的人口数量为517人。